# Tissaphernes
Tissaphernes [tɪsaˈfɛrnɛs] (Perzisch: تیسافرن Tīsāfern [tiːsɔːˈfern]; gestorven na 395 v.Chr.) was een Perzisch politicus en militair.
Tijdens de zogenaamde Deceleïsche Oorlog (van 413 tot 404 v.Chr.) was hij satraap (gouverneur) en militair bevelhebber van Sardes in Lydië. In die hoedanigheid steunde hij nu eens de Spartanen, dan weer de Atheners, met de bedoeling de oorlog zo lang mogelijk te rekken.
Rond 410 v.Chr. verving koning Darius II Tissaphernes als satraap door zijn zoon Cyrus de Jongere. Toen, na Darius' dood, Cyrus tegen zijn broer, koning Artaxerxes II (404-359 v.Chr.) in opstand kwam ("De tocht van de Tienduizend"), vocht Tissaphernes tegen de troonpretendent, die ten slotte in de Slag bij Cunaxa (401 v.Chr.) het leven liet.
Tijdens de Spartaans-Perzische Oorlog (400-394 v.Chr.) werd de intussen opnieuw als satraap gerehabiliteerde Tissaphernes door een Spartaans leger onder het bevel van koning Agesilaüs II bestreden (396 v.Chr.) en na de nederlaag van Artaxerxes II door Tithraustes vermoord. Als zijn opvolger in de satrapie van Lydië werd Tiribazus benoemd.

## Referentie
- R. Schulz, Athen und Sparta (= Geschichte kompakt. Antike), Darmstadt, 2003, p. 123.